# Orbazay
Orbazay (llamada oficialmente San Miguel de Orbazai) es una parroquia y una aldea española del municipio de Lugo, en la provincia de Lugo, Galicia.

## Organización territorial
La parroquia está formada por diez entidades de población:
- A Malladoira
- A Mera
- As Illas
- Cabalo (O Cabalo)
- Cal de Peón
- Fuxaos (Xuxaos)
- Orbazai
- Penarrubia
- Taboelle
- Torre (A Torre)

## Demografía

### Parroquia
| Gráfica de evolución demográfica de Orbazay (parroquia) entre 2000 y 2020 |
|                                                                           |
| Datos según el nomenclátor publicado por el INE.                          |

### Aldea
| Gráfica de evolución demográfica de Orbazai (aldea) entre 2000 y 2020 |
|                                                                       |
| Datos según el nomenclátor publicado por el INE.                      |